# Заповідник Торфено-браниште

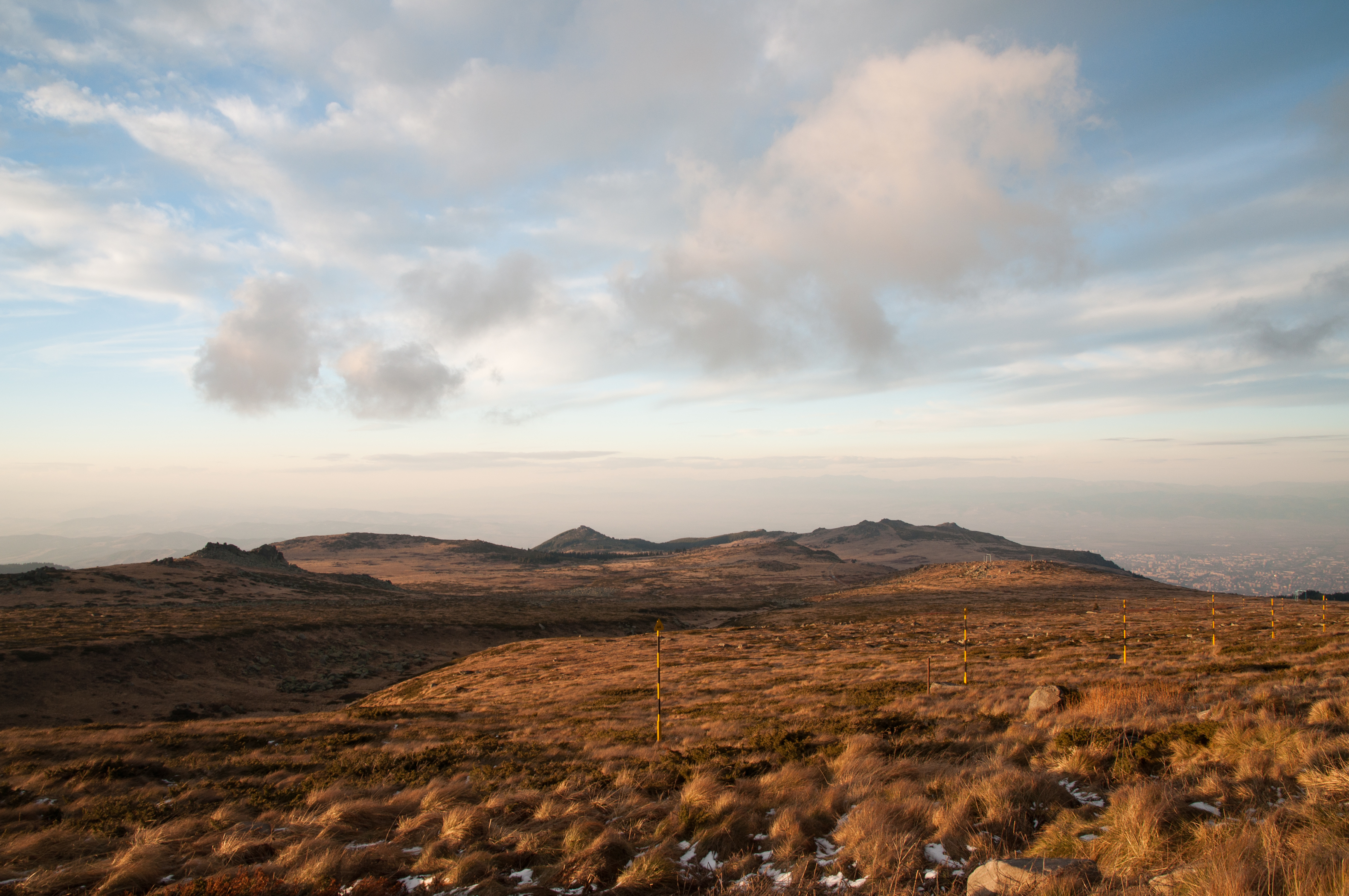
Торфено браниште, національний заповідник в горах Вітоша.

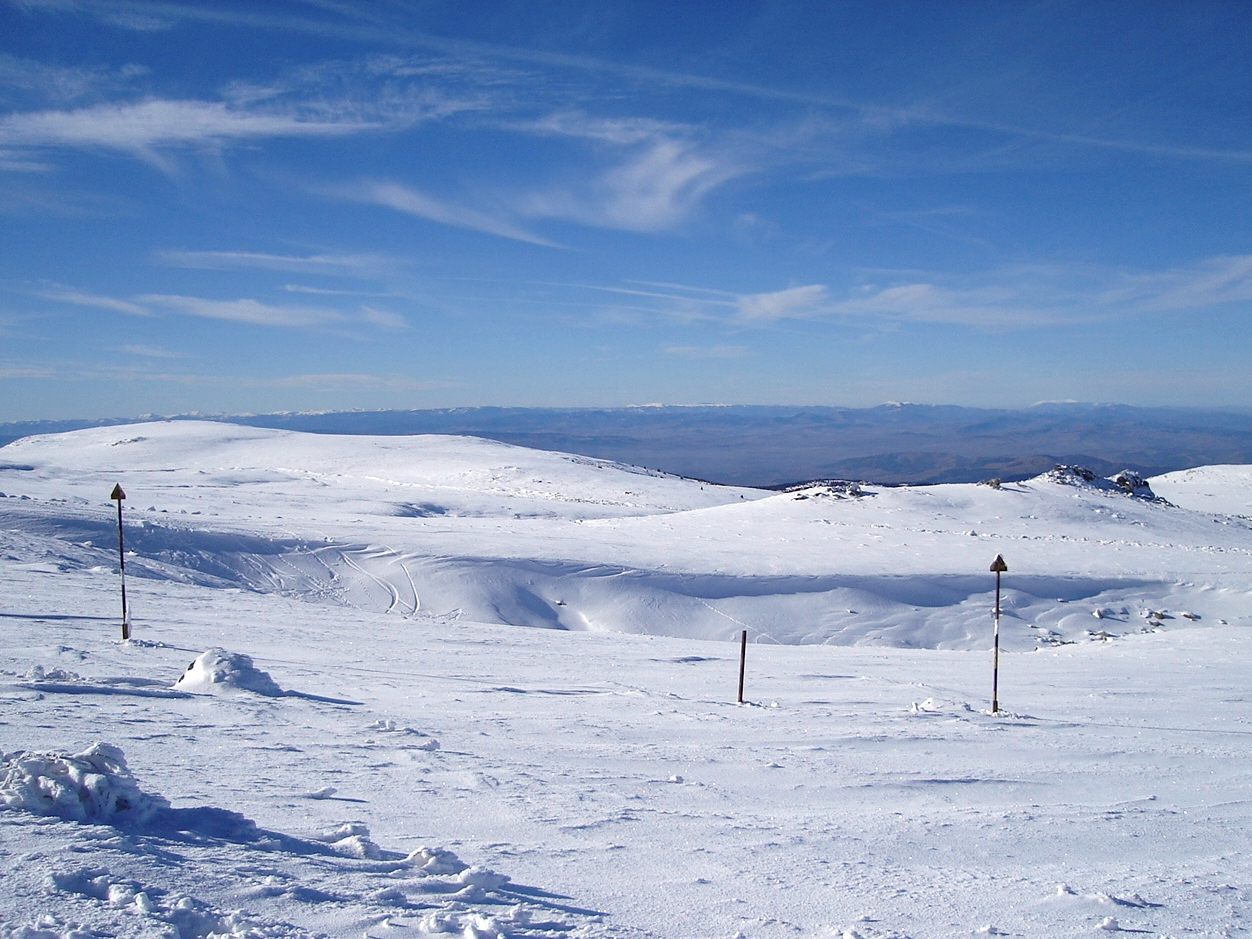
Верхня частина заповідника Торфено браниште на північ від піка Черні-Врих, з піком Л'вчето (2052 м) зправа.

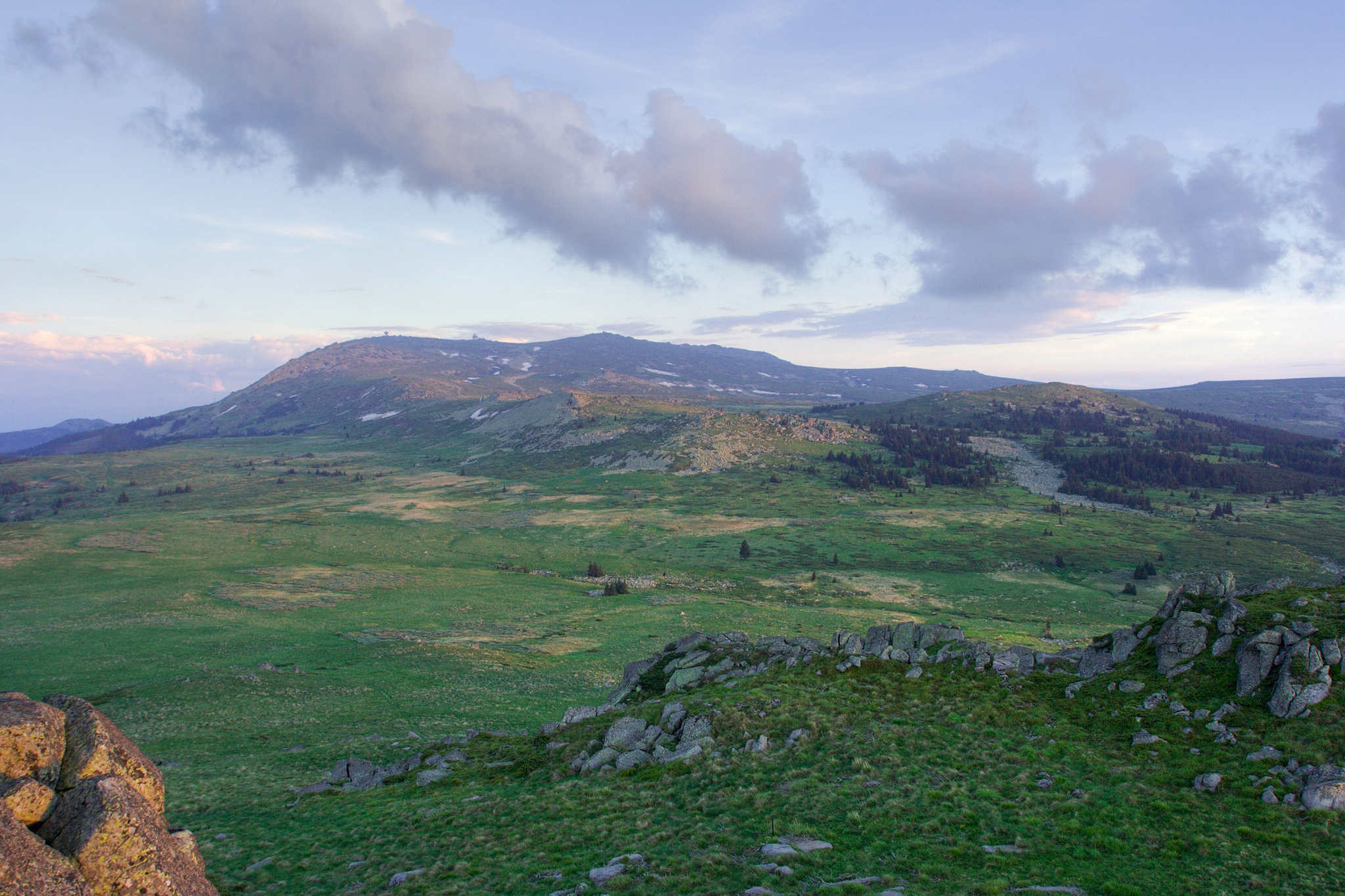
Нижня північна частина заповідника Торфено браниште з піка Враг Ушите; Черні-Врих на фоні.

Торфено браниште (болг. Торфено бранище) — природний заповідник у горах Вітоша в Болгарії, разом з заповідником Бистришко браниште. Заповідник має площу 728,8 га, що складається з частин Великого плато та плато Капаклівець між вершинами Черні-Врих (2290 м), Ушите (1906 м) і Черната Скала (1869 м), у тому числі верхній басейн річок Владайська, Боянська і Драгалевська.
Торфено Браниште був створений в 1935 році для збереження незайманих дернових спільнот в субальпійській зоні Вітоші, з сотнями видів мохів і водоростей. Товщина поверхні дерну становить 0,6-2 м, щороку збільшується на 1 мм.
Доступ до заповідника суворо заборонений, оскільки разом з його статусом консервації, Торфено браниште є також районом збору питної води.

## Екологія
Постійно вологе кисле середовище сприяло розвитку унікальної екосистеми. Більш глибокі ділянки заповідника охоплюються угрупованнями Sphagnum Capillifolium, Sphagnum Warnstorfii та іншими видами сфагнума. Територія є практично безлісною, з деякими угрупованнями чагарників, такими як верба, ялівець і лохина, іноді сосна гірська. Земна флора складається в основному з рослин родини осокових. Тирлич, гравілат, і ломикамінь є також відносно поширеними рослинами. Це також одне з небагатьох місць в Болгарії, де можна побачити рідкісні аборигенні хижі рослини — товстянка балканська, росичка і два види пухирника, знайдені в невеликих водоймах — Utricularia Minor і Utricularia Australis. У дуже рідкісних випадках відвідувачі можуть побачити там яскраво-жовті квіти купальниці європейської. Фауна теж багата. Олень, вовк, свиня дика, і, рідше, ведмедь перетинають заповідник. На вищих ділянках можна знайти і дуже рідкісного сліпака понтичного.